# 마녀식당으로 오세요
《마녀식당으로 오세요》는 2022년 1월 5일부터 2022년 1월 19일까지 방송된 tvN 수목 드라마이다.

## 기획의도
대가가 담긴 소원을 파는 마녀식당에서 마녀 희라와 동업자 진, 알바 길용이 사연 가득한 손님들과 만들어가는 소울 충전 잔혹 판타지

## 제작진

### 연출
- 소재현
- 이수현

### 극본
- 이영숙

## 등장인물

### 주요 인물
- 송지효 : 조희라(나이 미상) 역
- 남지현 : 정진(20대 후반) 역
- 채종협 : 이길용(20세)

### 손님
- 강기둥 : 배윤기(20대 후반) 역
- 안은진 : 진선미(30대 초반) 역
- 윤지은 : 안성호(30대) 역
- 이주실 : 이복난(70대 초반) 역
- 임원희 : 구효식(50대) 역

### 희라 주변인물
- 하도권 : 오 대표(나이 미상) 역
- 지수원 : 박선 역

### 정진 주변인물
- 소희정 : 서애숙 역 - 진의 어머니
- 윤다영 : 이윤미 역 - 진의 친구

### 길용 주변인물
- 손광업 : 이만갑 역 - 길용의 아버지
- 백성철 : 고현우 역 - 길용과 같은 반 친구
- 한소은 : 강수정 역 - 길용과 같은 반 친구
- 신주협 : 최영재 역 - 길용과 같은 반 친구

## 시청률
최저 시청률과 최고 시청률은 시청률 조사회사와 지역별로 시청률에 차이가 있을 수 있습니다.
| 제1회 | 1월 5일  | 2.282% | 2.960% |
| 제2회 | 1월 6일  | 1.982% | 2.389% |
| 제3회 | 1월 12일 | 2.289% | 3.023% |
| 제4회 | 1월 13일 | 2.095% | 2.281% |
| 제5회 | 1월 19일 | 1.767% | 2.002% |

## 같이 보기
- 대한민국의 텔레비전 드라마 목록 (ㅁ)
- 2022년 대한민국의 텔레비전 드라마 목록

## 참고 사항
- TVING에서 2021년 7월 16일부터 2021년 8월 13일까지 스트리밍했으나, tvN에서 2022년 1월 5일부터 2022년 1월 19일까지 방송했다.